# Nikhil Srivastava

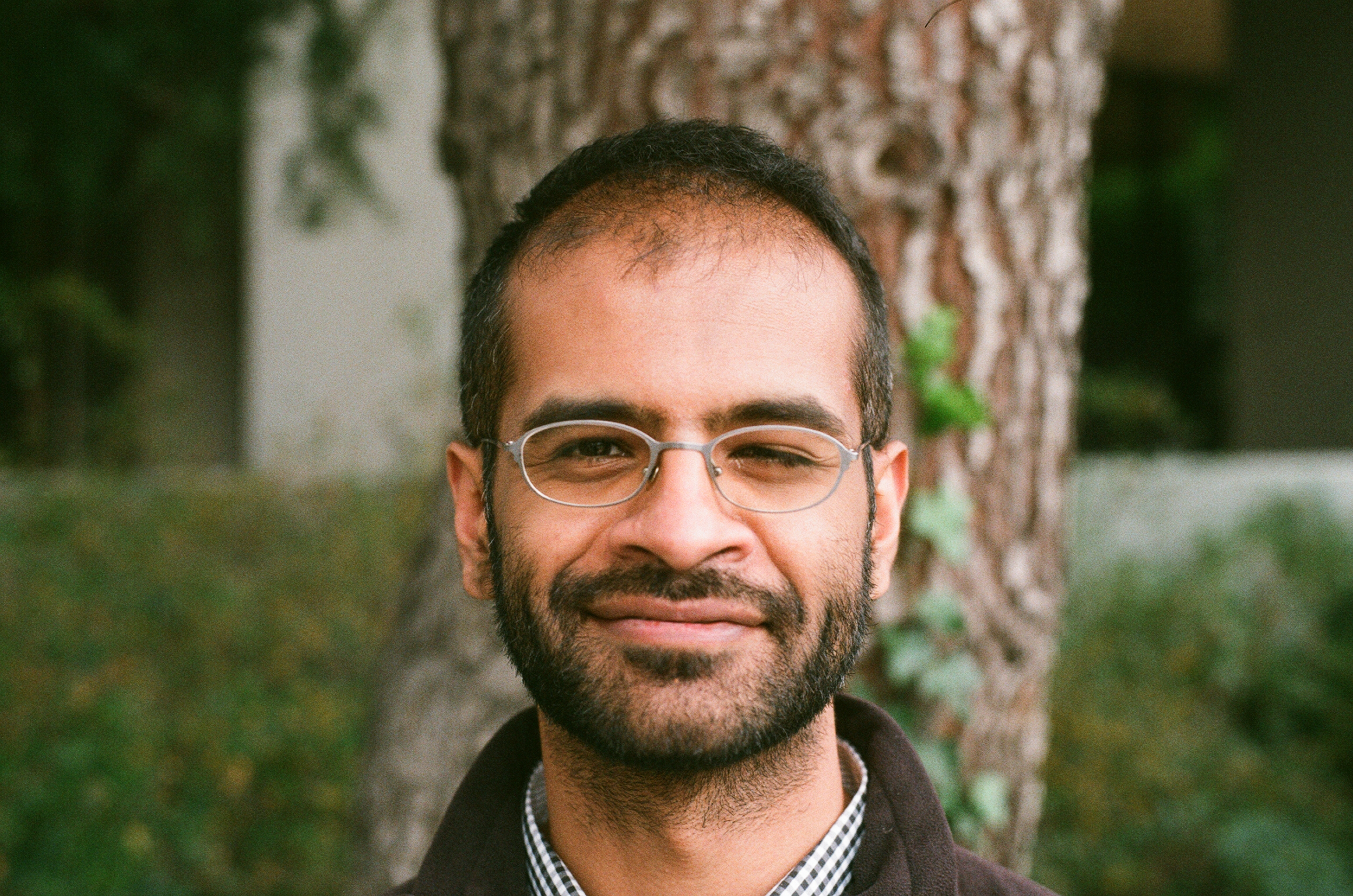
Nikhil Srivastava

Nikhil Srivastava ist ein indischer Mathematiker und Informatiker, der sich mit Kombinatorik, linearer Algebra, konvexer Geometrie und Zufallsmatrizen befasst. Er lehrt an der University of California, Berkeley.
Srivastava studierte am Union College in Schenectady in New York Mathematik mit dem Bachelor-Abschluss 2005 und wurde 2010 an der Yale University bei Daniel Spielman in Informatik promoviert zum Thema Spektrale Einsparung und eingeschränkte Invertierbarkeit (Spectral sparsification and restricted invertibility). Als Post-Doktorand war er am Institute for Advanced Study, am MSRI und an der Princeton University (2012). Danach ging er zu Microsoft Research in Bangalore in Indien, bevor er 2014 an die University of California, Berkeley ging, wo er seit 2015 Assistant Professor und zurzeit (2021) Associate Professor ist.
2013 löste er mit Daniel Spielman und Adam W. Marcus das Kadison-Singer-Problem (siehe Richard Kadison), wofür alle drei 2014 den George-Pólya-Preis erhielten. Alle drei waren Invited Speakers auf dem Internationalen Mathematikerkongress 2014 in Seoul. Alle drei erhielten 2022 den erstmals vergebenen Ciprian Foias Prize in Operator Theory.

## Schriften
- mit Adam Marcus, Nikhil Srivastava: Interlacing Families I: Bipartite Ramanujan Graphs of All Degrees. In: 2013 IEEE 54th Annual Symposium on Foundations of Computer Science (FOCS). 2013, S. 529–537, doi:10.1109/FOCS.2013.63, arxiv:1304.4132.
- mit Adam Marcus, Nikhil Srivastava: Interlacing families II: mixed characteristic polynomials and the Kadison-Singer problem. In: arXiv Mathematics – Combinatorics. 2013, arxiv:1306.3969
- mit Adam Marcus, Nikhil Srivastava: Ramanujan Graphs and the Solution of the Kadison-Singer Problem. In: arXiv Mathematics – Spectral Theory. 2014, arxiv:1408.4421